# Herrarnas lättvikts-fyra utan styrman i rodd vid olympiska sommarspelen 2012
Herrarnas lättvikts-fyra utan styrman i rodd vid olympiska sommarspelen 2012 avgjordes mellan den 28 juli och 2 augusti 2012.

## Medaljörer
| Gren                        | Guld                                                              | Silver                                                                    | Brons                                                               |
| Lättvikts-fyra utan styrman | Sydafrika James Thompson Matthew Brittain John Smith Sizwe Ndlovu | Storbritannien Peter Chambers Rob Williams Richard Chambers Chris Bartley | Danmark Kasper Winther Morten Jørgensen Jacob Barsoe Eskild Ebbesen |

## Resultat

### Heat

#### Heat 1
| Placering | Roddare                             | Land      | Tid     | Noteringar |
| --------- | ----------------------------------- | --------- | ------- | ---------- |
| 1         | Schürch, Tramer, Niepmann, Gyr      | Schweiz   | 5:53,56 | Q          |
| 2         | Thompson, Brittain, Smith, Ndlovu   | Sydafrika | 5:54,62 | Q          |
| 3         | Winther, Jørgensen, Barsoe, Ebbesen | Danmark   | 5:55,64 | Q          |
| 4         | Danesin, Caianiello, Miani, Goretti | Italien   | 5:56,71 | R          |
| 5         | Fahden, Newell, la Cava, Prendes    | USA       | 6:02,42 | R          |

#### Heat 2
| Placering | Roddare                                 | Land           | Tid     | Noteringar |
| --------- | --------------------------------------- | -------------- | ------- | ---------- |
| 1         | Chambers, Williams, Chambers, Bartley   | Storbritannien | 5:49,29 | Q          |
| 2         | Edwards, Beltz, Cureton, Skipworth      | Australien     | 5:51,18 | Q          |
| 3         | Seibt, Wichert, Kühner, Kühner          | Tyskland       | 5:52,05 | Q          |
| 4         | Vetešník, Vetešník, Kopač, Vraštil, Jr. | Tjeckien       | 5:52,69 | R          |

#### Heat 3
| Placering | Roddare                                | Land          | Tid     | Noteringar |
| --------- | -------------------------------------- | ------------- | ------- | ---------- |
| 1         | Moutton, Solforosi, Baroukh, Moreau    | Frankrike     | 5:50,79 | Q          |
| 2         | Lievens, Heijbrock, Muda, Muda         | Nederländerna | 5:52,47 | Q          |
| 3         | Yu, Huang, Zhang, Wang                 | Kina          | 5:52,58 | Q          |
| 4         | Pawłowski, Siemion, Bernatajtys, Rańda | Polen         | 5:53,52 | R          |

### Återkval
| Placering | Roddare                                 | Land     | Tid     | Noteringar |
| --------- | --------------------------------------- | -------- | ------- | ---------- |
| 1         | Fahden, Newell, la Cava, Prendes        | USA      | 6:00,86 | Q          |
| 2         | Danesin, Caianiello, Miani, Goretti     | Italien  | 6:01,66 | Q          |
| 3         | Vetešník, Vetešník, Kopač, Vraštil, Jr. | Tjeckien | 6:02,23 | Q          |
| 4         | Pawłowski, Siemion, Bernatajtys, Rańda  | Polen    | 6:04,46 |            |

### Semifinaler

#### Semifinal 1
| Placering | Rower                                   | Land           | Tid     | Noteringar |
| --------- | --------------------------------------- | -------------- | ------- | ---------- |
| 1         | Chambers, Williams, Chambers, Bartley   | Storbritannien | 5:59,68 | Q          |
| 2         | Schürch, Tramer, Niepmann, Gyr          | Schweiz        | 6:00,97 | Q          |
| 3         | Lievens, Heijbrock, Muda, Muda          | Nederländerna  | 6:01,37 | Q          |
| 4         | Seibt, Wichert, Kühner, Kühner          | Tyskland       | 6:02,10 |            |
| 5         | Fahden, Newell, la Cava, Prendes        | USA            | 6:05,06 |            |
| 6         | Vetešník, Vetešník, Kopač, Vraštil, Jr. | Tjeckien       | 6:06,85 |            |

#### Semifinal 2
| Placering | Rower                               | Land       | Tid     | Noteringar |
| --------- | ----------------------------------- | ---------- | ------- | ---------- |
| 1         | Winther, Jørgensen, Barsoe, Ebbesen | Danmark    | 6:03,53 | Q          |
| 2         | Thompson, Brittain, Smith, Ndlovu   | Sydafrika  | 6:04,21 | Q          |
| 3         | Edwards, Beltz, Cureton, Skipworth  | Australien | 6:05,31 | Q          |
| 4         | Moutton, Solforosi, Baroukh, Moreau | Frankrike  | 6:06,90 |            |
| 5         | Danesin, Caianiello, Miani, Goretti | Italien    | 6:08,44 |            |
| 6         | Yu, Huang, Zhang, Wang              | Kina       | 6:08,47 |            |

### Finaler

#### Final B
| Placering | Roddare                                 | Land      | Tid     | Noteringar |
| --------- | --------------------------------------- | --------- | ------- | ---------- |
| 1         | Moutton, Solforosi, Baroukh, Moreau     | Frankrike | 6:08,37 |            |
| 2         | Fahden, Newell, la Cava, Prendes        | USA       | 6:09,23 |            |
| 3         | Seibt, Wichert, Kühner, Kühner          | Tyskland  | 6:10,07 |            |
| 4         | Yu, Huang, Zhang, Wang                  | Kina      | 6:11,33 |            |
| 5         | Vetešník, Vetešník, Kopač, Vraštil, Jr. | Tjeckien  | 6:11,49 |            |
| 6         | Danesin, Caianiello, Miani, Goretti     | Italien   | 6:14,63 |            |

#### Final A
| Placering | Roddare                               | Land           | Tid     | Noteringar |
| --------- | ------------------------------------- | -------------- | ------- | ---------- |
| 1         | Thompson, Brittain, Smith, Ndlovu     | Sydafrika      | 6:02,84 |            |
| 2         | Chambers, Williams, Chambers, Bartley | Storbritannien | 6:03,09 |            |
| 3         | Winther, Jørgensen, Barsoe, Ebbesen   | Danmark        | 6:03,16 |            |
| 4         | Edwards, Beltz, Cureton, Skipworth    | Australien     | 6:04,05 |            |
| 5         | Schürch, Tramer, Niepmann, Gyr        | Schweiz        | 6:09,30 |            |
| 6         | Lievens, Heijbrock, Muda, Muda        | Nederländerna  | 6:11,39 |            |